# Атомна електрическа централа
Атомна електрическа централа (съкратено АЕЦ) е съоръжение за производство на електричество с използване на енергия, отделяна при разпад на атомното ядро, при условията на контролирана верижна реакция. В основата си представлява ТЕЦ, която използва ядрен реактор за производство на топлинна енергия, от която се произвежда електричество.
Към април 2018 г. в света работят общо 450 ядрени реактора в 192 електроцентрали от 31 държави. Общата им мощност е 393 721 MW. Строят се 55 нови енергоблока, а 166 са вече закрити.

## История
На 20 декември 1951 година ядрен реактор за първи път в историята произвежда годно за използване количество електроенергия в сегашната Национална Лаборатория INEEL на Министерството на енергетиката на САЩ. Реакторът е изработил достатъчна мощност, за да запали проста верига от четири 100-ватови лампи. След втория експеримент, проведен на следващия ден, 16-те участващи в него учени и инженери „увековечават“ своето историческо достижение, като изписват имената си с тебешир върху стената на генератора.
През същия ден експерименталният реактор EBR-1 достига производството на 100 киловата – достатъчно за пълното захранване на собственото си електрооборудване.
На 30 декември 1963 година реакторът е официално спрян. На 26 август 1966 година той е обявен за национален исторически паметник.
Първата в света промишлена атомна електроцентрала за е пусната на 27 юни 1954 година в СССР, в град Обнинск, разположен в Калужка област, с мощност 5 MW. Тя работи до 29 април 2002 г. и притежава най-дълго работилия дотогава ядрен реактор.
В България има една работеща АЕЦ – АЕЦ „Козлодуй“, която работи от 1974 г. насам. Към 2025 година в нея работят два съветски реактора ВВЕР с обща мощност 2000 MW.
Най-голямата производствена авария на атомна електроцентрала е тази в Чернобилската АЕЦ (Чернобил, Украйна) през 1986 г.

## Класификация
Атомните електроцентрали се класифицират в съответствие с поставените в тях реактори:
- Реактори с бавни неутрони, използващи специални забавители за увеличаване на вероятността за поглъщане на неутроните от ядрата на атомите на горивото
  - Реактори с вода под налягане
  - Реактори с кипяща вода
  - Реактори с тежка вода
  - Графито-газови реактори
  - Графито-водни реактори
- Реактори с бързи неутрони

## Системи
Преобразуването на електрическа енергия става непряко, както при конвенционалните топлоелектрически централи. Деленето на атомите в ядрения реактор нагрява топлоносителя на реактора. Топлоносителят може да е вода, газ или дори течен метал, в зависимост от типа реактор. Реакторният топлоносител след това минава към парогенератор, където нагрява вода, за да се произведе пара. Парата под налягане след това захранва многостепенни парни турбини. След като парната турбина е разширила и частично кондензирала парата, останалата пара се кондензира в топлоносител. Tоплоносителят има ролята на топлообменник, който е свързан към втора страна, като например река или охладителна кула. Водата след това се изпомпва обратно в парогенератора и цикълът се възобновява. Цикълът вода-пара съответства на т.нар. цикъл на Ранкин.

### Ядрен реактор
Ядреният реактор е сърцето на всяка АЕЦ. В централната си част, топлина от реакторното ядро се произвежда чрез контролирано атомно делене. Тази топлина се предава на топлоносителя, докато се изпомпва покрай през реактора, като така се извежда енергията навън от реактора. Топлината от атомното деление се използва, за да се произведе пара, която преминава през турбини, които от своя страна задвижват електрогенератори.
Ядрените реактори обикновено използват уран, който да поддържа ядрената реакция. Уранът е много тежък метал, който е широко разпространен на Земята и се намира в морската вода, както и в повечето скали. Естественият уран се намира в два различни изотопа: U-238, съставляващ 99,3% от всичкия уран, и U-235, съставляващ около 0,7%. Изотопите са атоми на същия елемент, но с различен брой неутрони. Така, U-238 има 146 неутрона, а U-235 има 143 неутрона. Различните изотопи имат различно поведение. Например, U-235 е делящ се, което означава, че лесно може да бъде разделен и да произведе голямо количество енергия, което го прави идеален за ядрената енергетика. От друга страна, U-238 няма това свойство, въпреки че е същият химичен елемент. Различните изотопи имат и различни периоди на полуразпад. Полуразпадът е времето, което е нужно за половината радиоактивен елемент да се разпадне. U-238 има по-дълъг период на полуразпад от U-235, така че му отнема повече време да се разпадне. Това също означава, че U-238 е по-малко радиоактивен от U-235.
Тъй като атомното делене създава радиация, ядрото на реактора е обградено от щит. Това заграждение абсорбира радиацията и пречи на радиоактивния материал да навлезе в околната среда. В допълнение, много реактори са снабдени с бетонен купол за защита на реактора както от вътрешно злополуки, така и от външни влияния.

### Парна турбина
Целта на парната турбина е да преобразува топлината от парата в механична енергия. Корпусът с турбината обикновено е структурно отделен от основната сграда на реактора. Разполага се по такъв начин, че при евентуално разрушаване на работещата турбина, летящи отломки да не могат да достигнат реактора.
В случая на реактор с вода под налягане, парната турбина е отделена от ядрената система. За да се засече теч в парния генератор и преминаването на радиоактивна вода на ранен етап, се поставя детектор на активност, който да следи изходната пара от парния генератор. За разлика от това, кипящите реактори подават радиоактивна вода през парната турбина, така че турбината се държи като част от радиационно контролирана зона на атомната електроцентрала.

### Генератор
Генераторът преобразува механична енергия, предоставяна от турбината, в електрическа мощност. Обикновено се използват променливотокови синхронни генератори с малко полюси и висока номинална мощност.

### Охлаждаща система
Охлаждащата система премахва топлина от ядрото на реактора и я транспортира към друга зона на централата, където топлинната енергия може да бъде впрегната за производство на електричество или друга полезна работа. Обикновено нагорещеният топлоносител се използва като източник на топлина за бойлер, а парата под налягане от него задвижва една или повече парни турбини.

### Предпазни клапани
В случай на авария, могат да се използват предпазни клапани, които биха предотвратили пръскане на тръбите или взривяване на реактора. Клапаните са проектирани така, че да отвеждат всички потоци с малко увеличено налягане. В случая на кипящия реактор, парата се отвежда към специално отделение, където кондензира. Отделенията на топлообменника са свързани към средния охлаждащ контур.

### Главен охладител
Главният охладител е голям топлообменник, който приема мокра пара (смес от течна вода и наситена пара) от турбинно-генераторния изход и я кондензира обратно в охладена течна вода, така че да може да се изпомпи обратно към реактора чрез водни помпи. Този процес на кондензация се осъществява като се позволява на турбинно-генераторния изход с мокра пара да влезе в контакт с хиляди тръби, които имат много по-студена вода, течаща през тях. Охлаждащата вода обикновено идва от естествен водоем, като например река или езеро. АЕЦ Пало Верде, намираща се на около 95 km западно от Финикс, Аризона, е единствената АЕЦ, която не използва естествен водоем за охлаждане, а вместо това използва изчистена канализационна вода от метрополния регион на Финикс. Напречно-поточният аспект на типичния главен охладител означава, че двата флуида, които обменят топлина (мокра пара от турбинно-генераторния изход и хладна вода от водоем), текат в перпендикулярни посоки. Това е изключително ефективно за фазово разделяне, тоест по-тежката кондензирана вода пада от охлаждащите тръби в кондензаторен кладенец на дъното на топлообменника, където изчаква да бъде изпомпена обратно. Водата, идваща от охлаждащия водоем, или се изпомпва обратно във водоема с по-висока температура или се връща към охладителната кула, където се охлажда за допълнително използване или се изпарява във водна пара, която се издига от кулата.

### Водна помпа
Нивото на водата в парогенератора и реактора се контролира чрез водни помпи. Тези помпи имат задачата да вземат вода от кондензатната система, увеличавайки налягането и да я насочат или към парогенераторите (при реакторите с вода под налягане), или директно към реактора (за кипящите реактори).

### Аварийно захранване
Повечето атомни централи изискват два различни източника на захранване, които се намират извън обекта и са достатъчно разделени при откритото разпределително устройство (ОРУ) на централата. Те трябва също да могат да приемат мощност от различни преносни линии. В допълнение, у някои АЕЦ турбинният генератор може да захранва централата, докато тя работи. Дори и с два източника на захранване извън централата, пълна загуба на мощност пак е възможна.

## Принцип на действие
На рисунката е показана схемата на работа на атомна електроцентрала с двуконтурен реактор с вода под налягане. Енергията, отделяна в активната зона, се предава от топлоносителя на първия контур. След това топлоносителя се изпомпва в топлообменник (парогенератор), където нагрява до кипене водата от втория контур. Получената при това пара се подава към турбини, въртящи електрогенератори. На изхода от турбините парата се подава в кондензатор, където се охлажда с голямо количество вода, идваща от водохранилище.
Компенсатора на налягането представлява доста сложна и тежка конструкция, която служи за изравняване на колебанията на налягането в контура по време на работа на реактора, възникващи за сметка на топлинното разширение на топлоносителя. Налягането в 1-вия контур може да достига до 160 атмосфери (ВВЕР-1000).
Освен вода в различни реактори като топлоносител може да се използва също и течен
натрий или газ. Използването на натрий позволява да се опрости конструкцията на обвивката на активната зона на реактора (за разлика от водния контур, налягането в натриевия контур не превишава атмосферното) като се избавим от компенсатора на налягане, но създава свои трудности, свързани с повишената химическа активност на този метал.
Общото количество на контурите може да е различно за различните реактори, схемата на рисунката е дадена за реактори от съветската серия ВВЕР.
При невъзможност от използване на голямо количество вода за кондензиране на парата, водата може да се охлажда в специални охладителни кули, които благодарение на своите размери обикновено са най-изпъкващата част от атомната електроцентрала.

## Производство на електроенергия
Към 2016 г. сумарно атомните електроцентрали по света произвеждат 2477 тераватчаса електроенергия, което представлява 10,7% от световното производство на електроенергия.
Световните лидери по производство на атомна електроенергия към 2016 г. са:
- САЩ (805,3 млрд. kWh/год), работят 99 ядрени реактора (19,7% от произведената електроенергия).
- Франция (384 млрд. kWh/год), работят 58 ядрени реактора (72,3% от произведената електроенергия).
- Китай (210,5 млрд. kWh/год), работят 36 ядрени реактора (3,6% от произведената електроенергия).
- Русия (179,7 млрд. kWh/год), работят 37 ядрени реактора (17,1% от произведената електроенергия).
- Южна Корея (154,3 млрд. kWh/год), работят 25 ядрени реактора (30,3% от произведената електроенергия).
- Канада (97,4 млрд. kWh/год), работят 19 ядрени реактора (15,6% от произведената електроенергия).
- Украйна (81 млрд. kWh/год), работят 15 ядрени реактора (52,3% от произведената електроенергия).
- Германия (80,1 млрд. kWh/год), работят 8 ядрени реактора (13,1% от произведената електроенергия).
- Великобритания (65,1 млрд. kWh/год), работят 15 ядрени реактора (20,4% от произведената електроенергия).
- Швеция (60,6 млрд. kWh/год), работят 10 ядрени реактора (40,0% от произведената електроенергия).

Половината и световното производство на атомна електроенергия се приписва на САЩ и Франция.
Най-голямата АЕЦ в Европа е Запорожката АЕЦ в град Енергодар, Запорожка област Украйна. Тя разполага с 6 енергоблока с реактори тип ВВЕР-1000 с обща мощност 6000 MW.
Най-голямата АЕЦ в света по мощност се намира в японския град Касивадзаки префектура Ниигата – в експлоатация са 5 BWR (кипящи реактори) + 2 ABWR (подобрени кипящи реактори), с пълна мощност 7965 MW. Въпреки това, централата не работи от 2011 г. насам.
Установено е, че 1 кг атомен материал (уран) може да произвежда толкова енергия, колкото произведена чрез изгаряне на 45 00 000 кг висококачествени въглища. Това показва, че ядрената енергия може да бъде успешно използвана за преодоляване на пропастта, причинена от недостатъчните доставки на въглища и нефт.

## Безопасност и аварии
Към днешна дата има три сериозни аварии на АЕЦ (с разтапяне на активната зона на реактора) по света. Първата сериозна такава авария е на Тримилния остров през 1979 г. Тя е последвана от Чернобилската авария през 1986 г. (най-тежката производствена авария в историята; включва пълно унищожаване на ядрото на реактора). Най-скорошната авария е тази в АЕЦ Фукушима през 2011 г. (предизвикана от природни бедствия).
Съвременните реакторни дизайни има множество подобрения по безопасността спрямо първите поколения реактори. Атомните централи не могат да се взривят като атомна бомба, тъй като горивото на атомните реактори не е достатъчно обогатено. Повечето реактори се нуждаят от постоянен температурен контрол, за да се избегне разтапяне на ядрото, което иначе причинява изпускане на радиация в околната среда и прави околността неподходяща за живеене. Централите трябва се пазят от кражби на ядрен материал (например за мръсна бомба) и от военни или терористични нападения.

## Извеждане от експлоатация
Извеждането от експлоатация на АЕЦ включва събарянето на станцията и обезопасяването на мястото до състояние, при което не е нужна защита от радиация за хората. Основната разлика от събарянето на другите видове електроцентрали е наличието на радиоактивен материал, който изисква специална предпазливост, за да се премахне и да се премести към хранилище за отпадъци.
По принцип ядрените централи първоначално се проектират с продължителност на живота от около 30 години. По-новите централи се проектират за работа с продължителност от 40 до 60 години. В САЩ има планове за създаването на ядрен реактор, способен да работи до 100 години. Един от основните фактори на износване при реакторите е разрушаването на реакторния съд под въздесйтвието на неутронно бомбардиране.
Извеждането от експлоатация включва много административни и технически действия. Радиацията трябва да се елиминира, а централата постепенно да се разруши. Веднъж след като централната е изведена от експлоатация, не трябва да има никаква опасност за радиационен инцидент с хората, посещаващи мястото. След това централата се освобождава от регулаторен контрол.

## Противоречия
Дебатът за ядрената енергетика е относно противоречието, което заобикаля построяването и използването на ядрени реактори за производство на енергия от ядрено гориво за обществени цели. Този дебат достига кулминацията си през 1970-те и 1980-те години.
Защитниците твърдят, че ядрената енергия е източник на устойчива енергия, която намалява въглеродните емисии, и че може да увеличи енергийната сигурност. Те твърдят също, че ядрената енергия на теория не замърсява въздуха, за разлика от топлоелектрическите централи. Защитниците вярват, че ядрената енергия е единственият осъществим път за достигане на енергийна независимост на повечето държави от Запада. Те подчертават, че рисковете от съхранението на радиоактивните отпадъци са малки и могат допълнително да бъдат смекчени чрез използване на по-нови технологии и че данните за операционна безопасност в Западния свят са отлични, в сравнение с други големи електроцентрали.
Противниците твърдят, че ядрената енергия поставя много заплахи към хората и околната среда и че това не оправдава добрите ѝ страни. Заплахите включват здравни рискове и поражения върху околната среда от добива на уран, преработка и транспорт, риск от разработка на ядрени оръжия и неразрешения проблем с радиоактивните отпадъци. Друг проблем за околната среда е изпускането на гореща вода в морето. Горещата вода променя естествените условия за морската флора и фауна. Те също поддържат тезата, че самите реактори са изключително сложни устройства, в които много неща могат и се объркват, и че вече сме били свидетели на много сериозни ядрени аварии. Критиците не вярват, че тези рискове могат да бъдат намалени чрез нови технологии. Те спорят, че когато се вземат предвид всички енергийно интензивни етапи от цикъла на ядреното гориво, от добива на уран от извеждането от експлоатация на централната, ядрената енергия не е енергиен източник с ниски нива на въглеродни емисии.